# 고물갑판

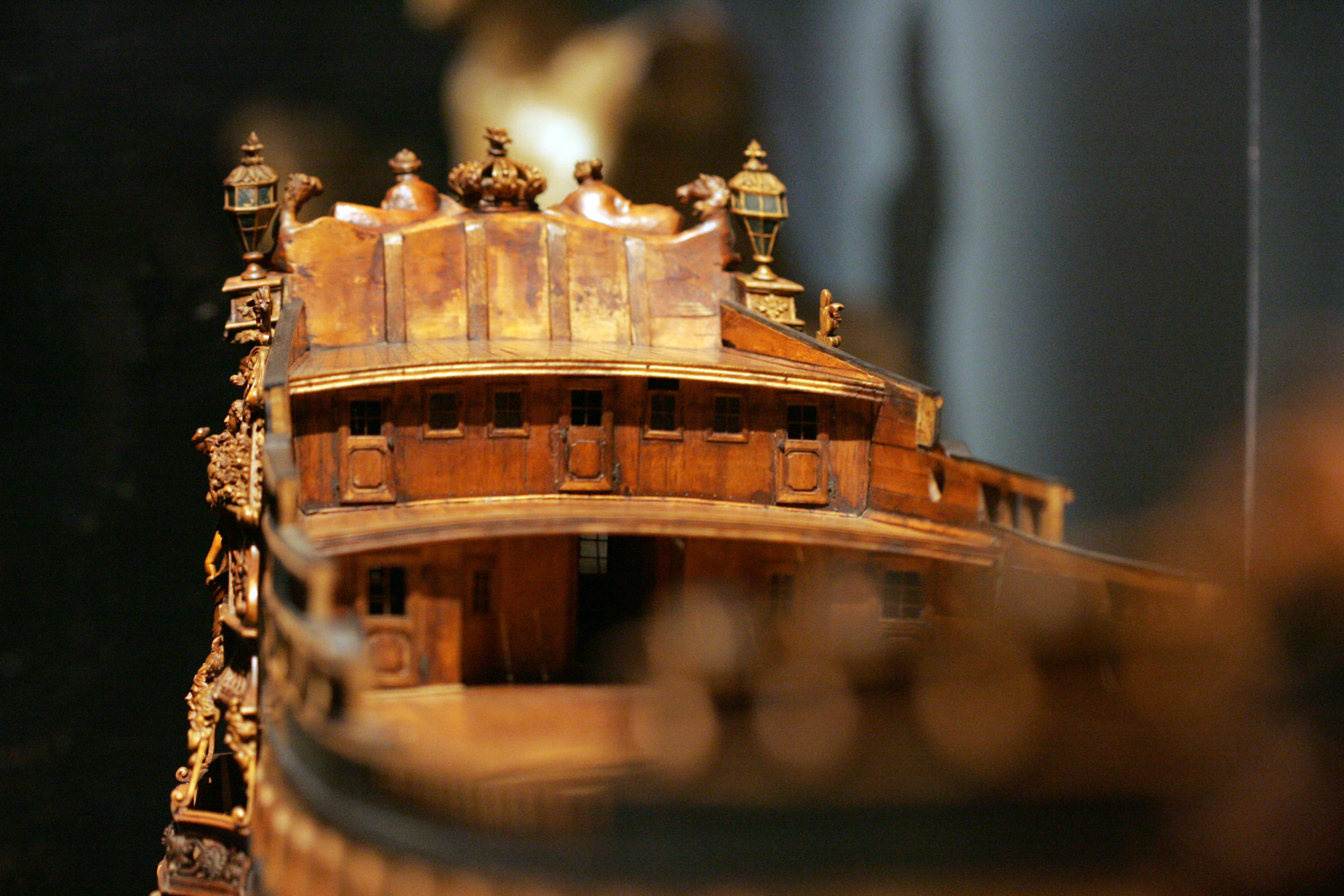
프랑스 선박 '솔리에 로얄' 모형의 선수루(Forecastle)에서 바라본 마루 갑판의 모습.

고물갑판(poop deck)은 선박공학에서 선박 상부구조(선루)의 일부인 선박 뒤쪽, 후미(Aft, 고물)에 건설된 선실의 지붕을 이루는 갑판을 말한다.
'Poop deck'이라는 단어는 선미를 뜻하는 라틴어 puppis에서 유래된 프랑스어 la poupe에서 나왔다. 따라서 고물갑판은 엄밀히 말하면 선미갑판(stern deck)을 말하며 범선에서는 보통 선미 혹은 후미 선실의 지붕, 즉 '고물선실'의 지붕을 가리킨다. 항해하는 배에서는 조타수가 고물갑판 바로 앞에 있는 후갑판(Quarterdeck)에서 배를 조종했다. 선미에 있는 고물갑판은 관측하기에 이상적인 높은 지점이었다.
현대의 동력화된 군함에서는 고물갑판에 있었던 함정 기능이 보통 상부구조에 있는 선교로 전부 옮겨졌다.

## 같이 보기
- 갑판
- 선미난간(Taffrail)
- 선미 전망대(Quarter gallery)
- 고물자리